# Prezident Nepálu
Prezident Nepálu (nepálsky राष्ट्रपति) je hlava Federativní demokratické republiky Nepál. Tato funkce byla vytvořena v květnu 2008, kdy byla v Nepálu svržena monarchie a vyhlášena republika. Do postu prvního prezidenta byl ve volbách v červenci 2008 zvolen Rám Baran Jádav. Prezident by měl být formálně oslovován „jeho excelence“.

## Seznam
| #  | Jméno                   | Obrázek | Nástup do úřadu   | Opustil úřad      | Politická strana                                           | Volební období |
| -- | ----------------------- | ------- | ----------------- | ----------------- | ---------------------------------------------------------- | -------------- |
| –  | Giridža Prasád Koirála  |         | 15. ledna 2008    | 23. července 2008 | Nepálský kongres                                           | –              |
| 1. | Rám Baran Jádav         |         | 23. července 2008 | 28. října 2015    | Nepálský kongres                                           | 1              |
| 2. | Bidhjá Déví Bhandáríová |         | 28. října 2015    | 13. března 2023   | Komunistická strana Nepálu (sjednocení marxisté-leninisté) | 2              |
| 3. | Rám Čandra Poudel       |         | 13. března 2023   | úřadující         | Nepálský kongres                                           | 1              |